# 杜邦
杜邦公司（英語：DuPont，全称）是世界排名第二大的美国化工公司。

## 历史
前身是创办於1802年7月的杜邦火藥厂；1915年並更名為杜邦公司。一战时期，从军火生产中获取更多獲利，扩充为世界著名的化工组织。20世紀帶領聚合物革命，並开发出了不少材料，比如：Vespel、氯丁二烯橡胶（neoprene）、尼龙、涤纶、有机玻璃、特富龙、迈拉（Mylar）、M5 fiber、Nomex、可丽耐及特卫强。杜邦亦在冷凍劑工業有重要角色，開發及生產氟利昂系列，及其後對環境保護性更高的冷凍劑。杜邦在顏色工業上創製了合成色素（synthetic pigments）及油漆如ChromaFlair。
杜邦通常给其材料产品冠以商標名，不少这样的商标名后来較材料的通称或化學名称更知名、更常用。因为杜邦过分重视保护自己的商标，防止其通用化，有时候反而会适得其反。例如Neoprene本来是商标名，但却非常迅速的成为氯丁橡胶的一般叫法。
2015年12月11日，陶氏化學和杜邦宣布合并，2017年8月31日完成对等合并，形成陶氏杜邦。2019年，杜邦又从新公司分离出来。
2025年4月4日，中华人民共和国国家市场监督管理总局对杜邦在中国的子公司启动反垄断调查，以此回应特朗普第二届任期关税。7月22日，国家市场监督管理总局又叫停了反壟斷調查。

## 產品
杜邦在某些的特用化學品居於領導地位，例如半導體重要製程CMP所使用的墊片。

## 外部連結
- 官方网站
- 杜邦歷史 （页面存档备份，存于）
- 杜邦儿童医院 （页面存档备份，存于）